# Нарышкина, Мария Львовна
Мария Львовна Нарышкина, в замужестве княгиня Любомирская (1767 — после 1812) — дочь одного из ближайших к императрице Екатерине II придворных сановников; известная в своё время певица, музыкант и композитор; последняя любовь князя Г. А. Потёмкина.

## Биография
Дочь обер-шталмейстера Льва Александровича Нарышкина (1733—1799), и жены его — племянницы графа Алексея Разумовского — Марины Осиповны Закревской (1741—1800). С детских лет была приучена к придворной жизни. Получила хорошее домашнее образование,  прекрасно играла на арфе, пела и сама сочиняла песни. Пользовалась известностью в обществе в качестве певицы. 
Предположительно ей принадлежат слова двух популярных в своё время «русских песен», так называемых «нарышкинских» — «По морям, по горам» и «Ах, зачем, к чему это было». Обе песни были опубликованы в сборнике Трутовского и получили широкую известность. Вслед за этой публикацией они были перепечатаны в сборниках Львова, И.-К. Шнора и И. Прача. Без изменений они печатались и в дальнейшем в других песенниках XVIII — начала XIX века.
От пения Нарышкиной приходил в восторг сам Державин и посвятил ей несколько произведений, воспев её под именем 
Эвтерпы. Об её красоте, уме, замечательном голосе и способности к танцам сохранилось немало воспоминаний. «Барышня Нарышкина плясала казачка так, — писал венесуэлец Ф. Миранда, — что приводила всех в восторг с большим воодушевлением и изяществом, весьма удачно заимствуя многие па английского «хорн-пайпа» (матросский танец); как плавны её движения, движение её плеч и талии! Они способны воскресить умирающего». 

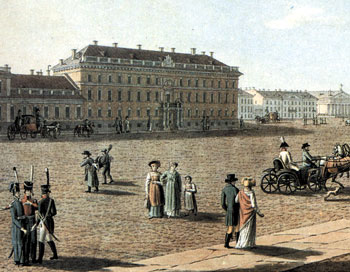
Петербургский дом Нарышкиных

Примечательно, что из сестер своих она одна не была принята императрицей Екатериной II во фрейлины: виною этого, возможно, была её «история». С 1785 года в Нарышкину был влюблен Г. А. Потёмкин, который почти никуда не выезжал, но часто бывал в доме её отца. По словам графа Сегюра, он «настойчиво и странно ухаживал за Марией; посреди всех посторонних он всегда был как будто бы наедине с нею». Их  платонический роман длился несколько лет. В марте 1791 года граф А. А. Безбородко писал в Лондон своему племяннику В. П. Кочубею, что князь Потемкин «всякий вечер проводит у Нарышкина, где принимают людей с разбором, в городе уверены, что он женится на Марии Львовне». Но надежды Нарышкиных так и не оправдались, в октябре 1791 года князь Таврический скоропостижно скончался. Только через несколько лет Мария Нарышкина, как и её сестры, вышла замуж за поляка. 
С будущем мужем она познакомилась в имении Горки, где подолгу гостила у сестры, удалившись от двора и шумного света после смерти Потемкина. В апреле 1799 года полководец М. И. Кутузов писал к жене из Фридрихсгама, что князь Ксаверий Любомирский (1747—1819) помолвлен с барышней Нарышкиной. Став его третьей женой, Мария Львовна проживала в основном в богатых западных имениях мужа или в Москве, где Любомирским принадлежал дом на Тверском бульваре около церкви Дмитрия Солунского. В браке она имела двух сыновей — Антония (1801—1885; крупный помещик, в его владениях находился знаменитый «Букский каньон») и Александра (1802—1893; финансист и филантроп), и дочь Наталью.
Точная дата смерти княгини Любомироской неизвестна. Но согласно рассказам доктора Цеккерта в октябре 1812 года при отступление французских войск от Москвы в доме княгини Марии Львовны в Дубровно ночевал Наполеон. С Любомирской Наполеон довольно долго разговаривал и прощался при отъезде. Она умоляла его не подвергать разорению Дубровны и просила его не лишать покровительства племянника её Л. А. Нарышкина, попавшего в плен вместе с Винцингероде. Наполеон на первое приказал генералу Сегюру остаться, пока последние войска пройдут через Дубровно, а на второе отвечал, что он уверен, что в это время генерал Нарышкин танцует в Париже. Эта встреча с Наполеоном вызвала в обществе необоснованные подозрения. Говорили, что княгиня передала французам военные секреты, которые могла узнать от пасынка Константина. Слухи эти временно ослабили положение Любомирских в армии и при дворе. Муж Марии Львовны скончался в 1819 году и был похоронен в  Дубровно, где в 1809 году выстроил церковь.